# Panzer Front
Panzer Front (パンツァーフロント Pantsā Furonto?) es un juego de simulación de tanques de la Segunda Guerra Mundial lanzado por primera vez en 1999 en Japón por Enterbrain para las consolas de juegos Sony PlayStation y Sega Dreamcast.

## Jugabilidad
Los jugadores desempeñan el papel de comandante de un tanque durante la guerra usando uno de los seis tanques ficticios. Las batallas se libran en varios mapas basados en campañas históricas reales. Durante el juego, el jugador puede atacar al enemigo mientras invoca los bombardeos de artillería cuando están disponibles. Panzer Front tiene un enfoque realista, algunos enemigos pueden matar el tanque del jugador con un solo disparo. Los refuerzos también están disponibles en algunas misiones si se pierden los tanques aliados.

### Misiones
Panzer Front tiene 25 misiones, basadas en eventos reales. Los ejemplos incluyen la destrucción de una columna blindada británica en la Batalla de Villers-Bocage, la defensa del Ejército de EE. UU. contra un feroz contraataque alemán en Le Dezert, la defensa del Reichstag durante la Batalla de Berlín y varios basados en la Batalla de Kursk.

## Panzer Frontbis
Panzer Front bis es una versión actualizada del juego original, lanzado para la PlayStation de Sony en Japón el 8 de febrero de 2001. Bis (en latín significa 'una vez más') presenta todos los tanques y misiones del juego, con tanques adicionales, diez escenarios ( incluyendo un set durante la Operación Olympic), y un editor de la misión. Estaba previsto que se lanzara en Europa a mediados de 2002, pero JVC, el editor del Reino Unido, cerró su sucursal de videojuegos antes de que Bis pudiera ser convertido y lanzado.

## Recepción
La versión de PlayStation recibió revisiones "promedio" según el sitio web de agregación de revisiones GameRankings. En Japón, Famitsu le dio a la versión de Dreamcast una puntuación de 30 sobre 40.